# Romina Mena
Romina Margot Mena Biolley (Santiago, 23 de septiembre de 1977) es una actriz chilena que ha participado principalmente en series de televisión y una película chilena.

## Filmografía

### Telenovelas
- Sucupira (1996)
- Adrenalina (1996)
- Purasangre (2002)
- 17 (2005)
- Cómplices (2006)
- Entre medias (2006)
- Alguien te mira (2007)
- Primera Dama (2011)
- Tranquilo papá (2017)

### Cine
- Amigas en Bach (2004)
- La memoria de mi padre (2017)

### Series y unitarios
- El cuento del Tío
- Infieles
- Aquí no hay quien viva (2010)
- Teatro en CHV (2010)
- Lo que callamos las mujeres (2017)